# Uwe Boll
Uwe Boll (Wermelskirchen, 22 de junio de 1965) es un director y productor de cine alemán radicado en Canadá, es mayormente conocido especialmente por sus adaptaciones cinematográficas de videojuegos y también es conocido en la gran mayoría de sus producciones cinematográficas se centran en el género del acción y la violencia explícita.
A diferencia de la mayoría de directores que reciben dinero de los estudios de Hollywood, Boll financia sus propios trabajos a través de su compañía de producción Boll KG. Todas sus películas han obtenido resultados pobres en taquilla. BloodRayne recaudó 3.6 millones de dólares en todo el mundo con un presupuesto de 25 millones. Alone in the Dark recaudó $8 millones con un presupuesto de $20 millones. In the Name of the King: A Dungeon Siege Tale es hasta la fecha su mayor fracaso, ya que costó 60 millones de dólares recaudando en cines tan sólo 12. 
Fue galardonado con el Razzie a la peor carrera cinematográfica en la edición de 2008. Ese mismo año también obtuvo el Razzie a Peor director por Tunnel Rats, In the Name of the King: A Dungeon Siege Tale y Postal. Previamente ya había estado nominado por Alone in the Dark y BloodRayne.

## Filmografía como director
- Hanau (2022)
- Rampage 3: President Down (2016)
- Rampage 2: Capital Punishment (2014)
- Objetivo: El presidente (2013)
- En el nombre del rey 3 (2013)
- Assault on Wall Street (2013)
- En el nombre del rey 2 (2011)
- Blubberella (2011)
- BloodRayne 3: La sangre del Reich (2010)
- Max Schmeling (2010)
- Rampage (2009)
- Stoic (2009)
- Far Cry (2008)
- 1968 Tunnel Rats (2008)
- BloodRayne 2: Deliverance (2007) (V)
- Postal (2007)
- Seed (2007)
- En el nombre del rey (In the Name of the King: A Dungeon Siege Tale) (2007)
- BloodRayne (2005)
- Alone in the Dark  (2005)
- House of the Dead (2003)
- Heart of America (2002)
- Blackwoods  (2002)
- Sanctimony (2000) (TV)
- Amoklauf (1994)
- Barschel - Mord in Genf? (1993)
- German Fried Movie (1991) (V)

## Premios

### Premios Razzie
| Categoría             | Película             | Resultado |
| --------------------- | -------------------- | --------- |
| Peor Director         | Alone in the Dark    | Nominado  |
| Peor Director         | Bloodrayne           | Nominado  |
| Peor Actor de Reparto | Postal               | Nominado  |
| Peor Pareja Fílmica   | Postal               | Nominado  |
| Peor Director         | Tunnel Rats          | Ganador   |
| Peor Director         | En el Nombre del Rey | Ganador   |
| Peor Director         | Postal               | Ganador   |